# Yusuke Nishiyama
Yusuke Nishiyama (西山 雄介 Nishiyama Yusuke?), född 18 september 1994 i Tokyo prefektur, är en japansk fotbollsspelare.
Nishiyama började sin karriär 2017 i YSCC Yokohama. 2018 flyttade han till Gainare Tottori.